# Microvalgus carinulatus
Microvalgus carinulatus är en skalbaggsart som beskrevs av Hermann Julius Kolbe 1892. Microvalgus carinulatus ingår i släktet Microvalgus och familjen Cetoniidae. Utöver nominatformen finns också underarten M. c. berliozi.